# Jean Herbert
Pour les articles homonymes, voir Herbert.
Ne pas confondre avec Jean Herbert, pseudonyme de Popeck en tant qu'acteur
 (mars 2020).
Œuvres principales
- Spiritualité hindoue, 1947
- Introduction à l'Asie, 1960
- Aux Sources du Japon: Le Shintô, 1964
- Réflexions sur la Bhagavad-Gîtâ, 1976

Jean Herbert (Jean Daniel Fernand Herbert) est un orientaliste français, interprète et traducteur, né à Paris le 27 juin 1897 et mort le 21 août 1980 à Genève (Suisse). Spécialiste de l'Inde, il est l'auteur d'ouvrages consacrés à l'hindouisme et à l'Asie.
Directeur de plusieurs collections de spiritualité, il a fondé pendant la Seconde Guerre mondiale la collection Les Trois Lotus chez Derain à Lyon, et en 1946 la collection Spiritualités vivantes aux Éditions Albin Michel.

## Biographie
Jean Herbert naît à Paris. Son père est catholique, sa mère protestante. Mais il délaissera cet héritage chrétien et se tourne vers les spiritualités et les philosophies orientales.
Durant la Première Guerre mondiale, Jean Herbert est conseiller technique auprès de l'artillerie américaine, car il maîtrise bien l'anglais grâce à son père qui l'enseigne. Il fera plusieurs missions d'interprétariat politique et sera interprète lors de la Conférence de paix de Paris (1919). Il travaille pour la Société des Nations jusqu'au début de la Seconde Guerre mondiale, en 1939,
En 1933, il fait un voyage dans des pays bouddhistes. Chargé d'une lettre à lui remettre, il rencontre Sri Aurobindo à Pondichéry l'année suivante : 

« C’est tout à fait accidentellement que je suis arrivé en Inde au cours d’un voyage qui me ramenait d’Extrême-Orient en Occident. J’ai été orienté, sans savoir pourquoi (mais le hasard n’existe pas), sur l’âshram de Shrî Aurobindo. Avant d’y arriver, je n’avais même jamais entendu son nom et donc ne savais pas du tout qui il était. Or j’ai rencontré en lui un homme qui m’a passionnément intéressé et dont les œuvres m’ont paru et me paraissent encore de première importance dans le mouvement spirituel contemporain. À cette époque, j’avais déjà eu accès aux œuvres de Râmakrishna et de Vivekânanda. Il y avait là tout un ensemble qu’il m’a semblé urgent de faire connaître directement, c’est-à-dire en laissant la parole à ces maîtres eux-mêmes. »

Sri Aurobindo l'accepte comme disciple en 1935 sous le nom de Vishvabandhu (« l'ami de tous »). Herbert s'installe à Genève en 1937 et fait des séjours en Inde auprès de Ramana Maharshi, Swâmi Ramdas, Mâ Ananda Moyi, Swâmi Shivânanda, Nanga Bâba.
Mobilisé en 1939, il conduit un contingent de 2 000 jeunes Alsaciens dans les Pyrénées, puis s'installe dans une maison dans le massif des Maures, où il étudie les textes hindous.  
En 1945, le Ministère des Affaires étrangères lui demande de rejoindre San Francisco où l'Organisation des Nations unies est en cours de constitution. Il suit par après la commission préparatoire à l'Organisation des Nations unies à Londres puis à New York comme chef interprète. C'est un interprète « modèle »[réf. souhaitée]. Il est vice-président puis président pendant trois ans[Quand ?] de l'Association internationale des interprètes de conférence (AIIC). Il quitte les Nations unies en 1954 pour continuer à travailler à son compte et voyager. Il crée la Chaire des Mythologies Orientales à l'Université de Genève où il enseignera de 1954 à 1964. 
Deux ans plus tard, en 1947, à la suite d'une polémique avec  Paul Masson-Oursel dans les Cahiers du Sud, et à la demande des éditions Albin Michel, Herbert publie Spiritualité hindoue et prend la tête de la collection Spiritualités vivantes. 
En 1960, à la demande de Japonais, il entreprend la rédaction d'un vaste ouvrage en quatre volumes sur le shinto. L'un d'eux, Aux sources du Japon. Le shinto, sera couronné par l'Académie Française. 
Il a traduit et édité les œuvres de plusieurs maîtres spirituels hindous tels que Shri Aurobindo, Râmana Maharshi, Gandhi, Vivekânanda, Ma Ananda Moyî, Râmdâs, Râmakrishna, ainsi que les Essais sur le bouddhisme zen de D.T. Suzki. 
Il meurt en 1980 à Genève.